# Asin (Baekje)
Asin de Baekje (décédé en 405) (règne de 392–405) est le dix-septième roi de Baekje, un des Trois Royaumes de Corée.

## Contexte
Buyeo Abang est le fils ainé de Chimnyu, quinzième roi de Baekje, et monte sur le trône après le décès de Jinsa, frère de Chimnyu et seizième roi, qu'il passe pour avoir tué.

## Règne
Durant son règne, les forces de Goguryeo sous le commandement de Kwanggaet'o Wang poussent régulièrement dans Baekje par le nord. Asin nomme son oncle maternel Jin Mu comme général en chef et lui ordonne d'attaquer Goguryeo à plusieurs reprises au début des années 390 mais il est défait à chaque attaque. En 395, après une attaque manquée par Baekje, Goguryeo s'empare du territoire de Baekje situé autour de ce qui est de nos jours le nord de Séoul.
Asin cherche à renforcer la position de Baekje contre Goguryeo en envoyant en 397 son fils Jeonji au royaume japonais de Wa afin de cimenter l'alliance de Baekje avec ce pays. En 398, selon le Samguk Sagi, il construit le château de Sanghyeon pour protéger le territoire de Baekje restant au nord du fleuve Han. En 399, lors d'un autre tour de conscription pour des combats contre Goguryeo, on dit que de nombreux paysans fuient à Silla. En 403, il attaque le royaume de Silla. Les données historiques ne présentent pas de contacts avec la Chine sous le règne d'Asin.

## Source de la traduction
- (en) Cet article est partiellement ou en totalité issu de l’article de Wikipédia en anglais intitulé « Asin of Baekje » (voir la liste des auteurs).